# Resolució 403 del Consell de Seguretat de les Nacions Unides
La Resolució 403 del Consell de Seguretat de les Nacions Unides, aprovada el 14 de gener de 1977 després d'escoltar les representacions del ministre d'Afers exteriors de Botswana, va condemnar els atacs del règim minoritari il·legal de la República de Rhodèsia. La resolució recorda les resolucions anteriors sobre el tema, inclòs el dret a l'autodeterminació del poble de República de Rhodèsia.
El Consell va reafirmar la responsabilitat legal del Govern del Regne Unit sobre República de Rhodèsia i va exigir que cessés tots els actes hostils. La resolució, observant les dificultats econòmiques provocades pels atemptats, va demanar a tots els organismes pertinents de les Nacions Unides i altres estats membres que ajudessin en diversos projectes a Botswana.
La resolució es va aprovar amb 13 vots; el Regne Unit i els Estats Units es van abstenir de votar.